# Copa FMF 2022 (Maranhão)
In 2022 werd de vierde  Copa FMF gespeeld voor clubs uit Braziliaanse staat Maranhão. De competitie werd gespeeld van 16 oktober tot 19 november en werd georganiseerd door de FMF. Tuntum werd kampioen en mocht kiezen tussen deelname aan de Copa do Brasil 2023 of Série D 2023, de vicekampioen kreeg de andere startplaats. Tuntum koos voor de Copa do Brasil.

## Eerste fase

### Groep A
| Plaats | Clu       | Wed. | W | G | V | Saldo | Ptn. |
| ------ | --------- | ---- | - | - | - | ----- | ---- |
| 1.     | Moto Club | 3    | 2 | 0 | 1 | 6:2   | 6    |
| 2.     | Maranhão  | 3    | 1 | 2 | 0 | 4:3   | 5    |
| 3.     | Juventude | 3    | 1 | 1 | 1 | 4:8   | 4    |
| 4.     | São José  | 3    | 0 | 1 | 2 | 3:4   | 1    |

|  | Geplaatst voor tweede fase |

### Groep B
| Plaats | Clu        | Wed. | W | G | V | Saldo | Ptn. |
| ------ | ---------- | ---- | - | - | - | ----- | ---- |
| 1.     | IAPE       | 3    | 2 | 1 | 0 | 9:2   | 7    |
| 2.     | Tuntum     | 3    | 2 | 1 | 0 | 3:1   | 7    |
| 3.     | Chapadinha | 3    | 1 | 0 | 2 | 2:4   | 3    |
| 4.     | Pinheiro   | 3    | 0 | 0 | 3 | 0:7   | 0    |

|  | Geplaatst voor tweede fase |

### Tweede fase
In geval van gelijkspel gaat de club met het beste resultaat in de competitie door. 
|  | halve finale | halve finale | halve finale | halve finale |  |          | finale | finale | finale | finale |
|  |              |              |              |              |  |          |        |        |        |        |
|  |              |              |              |              |  |          |        |        |        |        |
|  | Moto Club    | 0            | 1            | 1            |  |          |        |        |        |        |
|  | Tuntum       | 0            | 2            | 2            |  |          |        |        |        |        |
|  |              |              |              |              |  | Tuntum   | 1      | 1      | 2 (11) |        |
|  |              |              |              |              |  | Maranhão | 0      | 2      | 2 (10) |        |
|  | IAPE         | 1            | 1            | 2            |  |          |        |        |        |        |
|  | Maranhão     | 2            | 1            | 3            |  |          |        |        |        |        |

## Kampioen
| Copa Federação Maranhense de Futebol de 2022 |
| Maranhão                                     |
| -------------------------------------------- |
| TUNTUM Kampioen (2° titel)                   |